# Озеро Карі
Карі (вірм. Քարի լիճ) — високогірне озеро у Вірменії, розташоване на схилах гори Арагац. Озеро взимку здебільшого вкрите снігом і льодом. Розташоване на висоті 3207 м над рівнем моря, на плато, під гірськими піками. Довжина берегової лінії становить 1150 м, площа дзеркала — 30,0 га, об'єм — 357 тис. м³, найбільша глибина — 8 метрів. Озеро має льодовикове походження. З Бюракан до нього веде асфальтована дорога. На східному березі озера розташована метеорологічна станція.

## Історія
Четвертинне заледеніння покрило гірські вершини Вірменії сніжним панциром, який став відтавати близько 9 тисяч років тому. З відступом останнього льодовика почалася сучасна стадія формування рельєфу Вірменського нагір'я. Вона проявилася в формі утворення трогів (річкова долина з коритоподібним поперечним профілем, що утворилася в результаті проходження льодовика.) і кар (чашоподібних заглиблень на крутих схилах вершин). Частина подібних заглиблень згодом означила акваторію льодовикових озер Вірменського нагір'я. В умовах холодного клімату високогір'я талий сніг не випаровується, а потрапляє в утворені при відступі льодовика водойми. Карові озера є на Зангезурському, Гегамському, Варденіському і інших хребтах.
Вулкан Арагац — основне в сучасній Вірменії зосередження водойм. На його схилах налічується кілька великих озер. Найбільш відоме і, мабуть, одне з наймальовничіших з них — Карі (вір. Кам'яне). Природними греблями служать нагромадження морен — скупчень несортованого уламкового матеріалу, який переноситься і відкладається льодовиками.